# Ryōsuke Ochi
Ryōsuke Ochi (japanisch 越智 亮介 Ochi Ryōsuke; * 7. April 1990 in der Präfektur Ehime) ist ein japanischer Fußballspieler.

## Karriere
Ochi erlernte das Fußballspielen in der Jugendmannschaft von Ōita Trinita. Seinen ersten Vertrag unterschrieb er 2009 beim Ehime FC. Der Verein spielte in der zweiten japanischen Liga, der J2 League. Für den Verein absolvierte er 69 Ligaspiele. 2013 wechselte er zum Drittligisten Zweigen Kanazawa. 2015 wechselte er zum Ligakonkurrenten Fujieda MYFC. Für den Verein absolvierte er 100 Ligaspiele. 2019 wechselte er zum Zweitligisten FC Ryūkyū. Für den Verein absolvierte er 22 Ligaspiele. 2020 wechselte er zum Drittligisten FC Imabari nach Imabari. Nach einer Saison und zehn Drittligaspielen unterschrieb er im Februar 2021 einen Vertrag bei Vonds Ichihara.